# Johann Philipp Friedrich Lindheimer
Johann Philipp Friedrich Lindheimer (* 28. Oktober 1810 in Frankfurt am Main; † im 19. Jahrhundert) war ein Politiker der Freien Stadt Frankfurt.
Johann Philipp Friedrich Lindheimer war Zimmermeister in Frankfurt am Main. Am 25. Oktober 1848 wurde er in die Constituierende Versammlung der Freien Stadt Frankfurt gewählt.
Dem Gesetzgebenden Körper gehörte er in den Jahren 1847, 1849, 1858–1859, 1861 und 1866 an. 